# Ярки (остров, Байкал)
Ярки́ — остров в северной части озера Байкал, к юго-востоку от посёлка Нижнеангарска.
Отделён от материка устьем реки Кичеры, шириной до 150 м. Протягивается с северо-запада на юго-восток в виде узкой полосы длиной 11 км и шириной от 20 до 100 м. К востоку от острова Ярки тянется цепочка песчаных островков, разделённых прорвами устья Верхней Ангары. Ярки и другие острова, протянувшись более чем на 17 км, отделяют от Байкала дельту рек Верхняя Ангара и Кичера, которая образует мелководный залив Ангарский сор.
До строительства Иркутской ГЭС, увеличившей подпор Байкала, площадь острова составляла 3,7 км², после окончания строительства и подъёма воды — 1,8 км².
Остров разрушается из-за песчаного строения и подъёма уровня воды в Байкале и превращается в цепочку песчаных холмов-ярков. По мнению ряда специалистов[кого?], остров имеет большое значение в экосистеме Байкала: если он разрушится, грязные, болотистые воды сора попадут в озеро, что повлечёт экологическую катастрофу.